# Kasikornbank
Die Kasikornbank (kurz KBank; thailändisch ธนาคารกสิกรไทย, RTGS: Thanakan Kasikorn Thai; übersetzt „Thailändische Bauernbank“) ist eine thailändische Bank mit Firmensitz in Bangkok. Ihr Hauptgeschäftsfeld sind Kredite für Landwirte sowie kleine und mittlere Unternehmen.

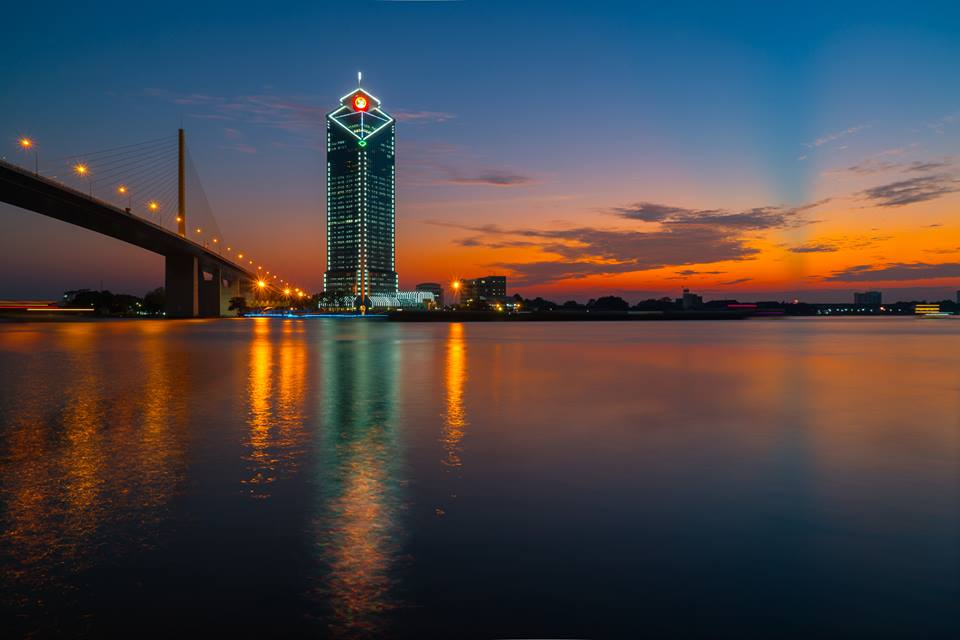
Zentrale Kasikornbank am Ufer des Chaopraya river

## Geschichte
Die Kasikornbank wurde am 8. Juni 1945 durch Choti Lamsam (โชติ ล่ำซำ) unter dem Firmennamen Thai Farmers Bank mit 21 Angestellten gegründet. Choti Lamsam war ein Nachkomme Hakka-chinesischer Einwanderer, die Lamsam zählten in den 1930er- und 40er-Jahren zu den „fünf großen“ sinothailändischen Familien, die die thailändische Reisverarbeitung kontrollierten. Das Gründungskapital betrug 5 Millionen Baht.
Am 31. Dezember 1945 konnte die Bank eine Bilanzsumme von 15 Millionen Baht und Einlagen in Höhe von 12 Millionen Baht verbuchen. Seit der Gründung im Jahr 1945 konnte die Bank ein stetiges Wachstum verzeichnen.
Das Management der Bank ist seither ununterbrochen in Händen der Familie Lamsam. 1948 übernahmen Chotis jüngere Brüder Chulin (จุลินทร์ ล่ำซำ; 1904–1965) und Kasem Lamsam (เกษม ล่ำซำ) die Führung, ersterer als Vorsitzender des Board of Directors, der andere als Chefmanager. 1962 übernahm Bancha Lamsam (1925–92), der älteste Sohn Chotis, die exekutive Führung. Zusammen mit anderen von chinesischstämmigen Thailändern gegründeten Geschäftsbanken gehörte sie zu den Hauptfinanziers der vielen neugegründeten Industrie- und Handelsunternehmen, die das thailändische „Wirtschaftswunder“ der 1960er-Jahre trugen.
Seit den 1970er-Jahren wird die Kasikornbank zu den „vier großen“ Geschäftsbanken Thailands gezählt (neben Bangkok Bank, Bank of Ayudhya und Krung Thai Bank, die ebenfalls von je einer sinothailändischen Familie kontrolliert werden). 1976 wechselte Bancha an die Spitze des Board of Directors, während sein jüngerer Bruder Banyong Lamsam (* 1933) Präsident wurde. Seit demselben Jahr ist die Bank an der Stock Exchange of Thailand (SET) notiert. Nach dem Tod Banchas 1992 wechselte wiederum Banyong an die Spitze des Boards of Directors und übergab den Präsidentenposten an Banchas Sohn Banthoon Lamsam (* 1953).
Seit 1987 besaß die Bank den erfolgreichen Fußballverein Thai Farmers Bank FC, der sich im Jahr 2000 auflöste.
2003 änderte die Bank ihren englischen Namen von Thai Farmers Bank zu Kasikornbank oder kurz KBank. Der thailändische Name blieb jedoch gleich: kasikon (กสิกร) bedeutet nichts anderes als farmer.
Im Jahr 2013 vereinigte Banthoon die Ämter des Board-Vorsitzenden und des CEO in seiner Person.
Die Kasikornbank ist eng mit der Muang Thai Life Assurance verbunden, die ebenfalls von Mitgliedern der Familie Lamsam gemanagt wird und deren Produkte sie mit vertreibt. Ebenfalls langfristig mit der Kasikornbank verbunden ist der Konzern Loxley, der gleichfalls in der Hand der Familie Lamsam ist, einstmals mit Reis handelte, dies inzwischen aber vor allem mit Technologieprodukten tut. Dieser hatte in der Geschichte Thailands engste Beziehungen zu Militär und Regierung, etwa bei der Beschaffung von Flugzeugen und Panzern, oder bei der Umsetzung des Eine-Million-Telefone-Projekts 1991.
Die Bank erhielt am 19. Januar 2021 eine Banklizenz zur Gründung einer Filiale in Ho-Chi-Minh-Stadt, und die Filiale wurde im August 2021 gegründet.

## Geschäftsjahr 2012
Am 12. Juni 2012 betrug das eingetragene Kapital 30.486 Millionen Baht. Die Bank betreibt 824 Filialen in ganz Thailand, wovon 288 sich in der Metropolregion Bangkok befinden, des Weiteren hat Kasikorn acht Geschäftsstellen im Ausland darunter in Los Angeles, Hong Kong, auf den Cayman-Inseln, in Shenzhen, Beijing, Shanghai, Kunming und Tokyo. Die Zahl der Beschäftigten wurde auf 16.881 erhöht. Dies sind 301 Mitarbeiter mehr als zum Jahresabschluss am 31. Dezember 2011.
Seit 2013 ist Banthoon Lamsam sowohl CEO als auch Vorsitzender des Board of Directors der Bank, Predee Daochai und Teeranun Srihong haben gemeinsam die Position des President inne.

## Anteilseigner
Zum 13. März 2015 waren die Aktien der Kasikornbank zu 78,45 % in Streubesitz. Am 10. September 2015 betrug die Anzahl der Aktien der Kasikornbank 2.393.260.193 Stück, davon waren 1.221.041.351 oder 51,02 % in thailändischer Hand und 1.172.218.842 oder 48,98 % bei ausländischen Investoren, damit entspricht sie dem Verbot einer Mehrheit ausländischer Anteilseigner. Dabei ist jedoch nicht berücksichtigt, dass die Thai NVDR – eine formell thailändische Gesellschaft – Hinterlegungsscheine auch und gerade für ausländische Investoren verwaltet, um dieses Verbot zu umgehen.
1. Thai NVDR Co., Ltd (Hinterlegungsscheine ohne Stimmrecht, die von einer Tochtergesellschaft der Stock Exchange of Thailand verwaltet werden) – 24 %
2. Chase Nominees Limited – 11,8 %
3. State Street Bank Europe Limited – 9,9 %
4. State Street Bank and Trust Company – 4,8 %

## Kasikornbank Gruppe
Die Kasikornbank Gruppe besteht aus sechs Unternehmenseinheiten:
- Kasikornbank
- Kasikorn Factoring and Equipment[18]
- Kasikorn Asset Management[19]
- Kasikorn Research Center[20]
- Kasikorn Securities[21]
- Kasikorn Leasing[22]